# Papierfabrik Niefern

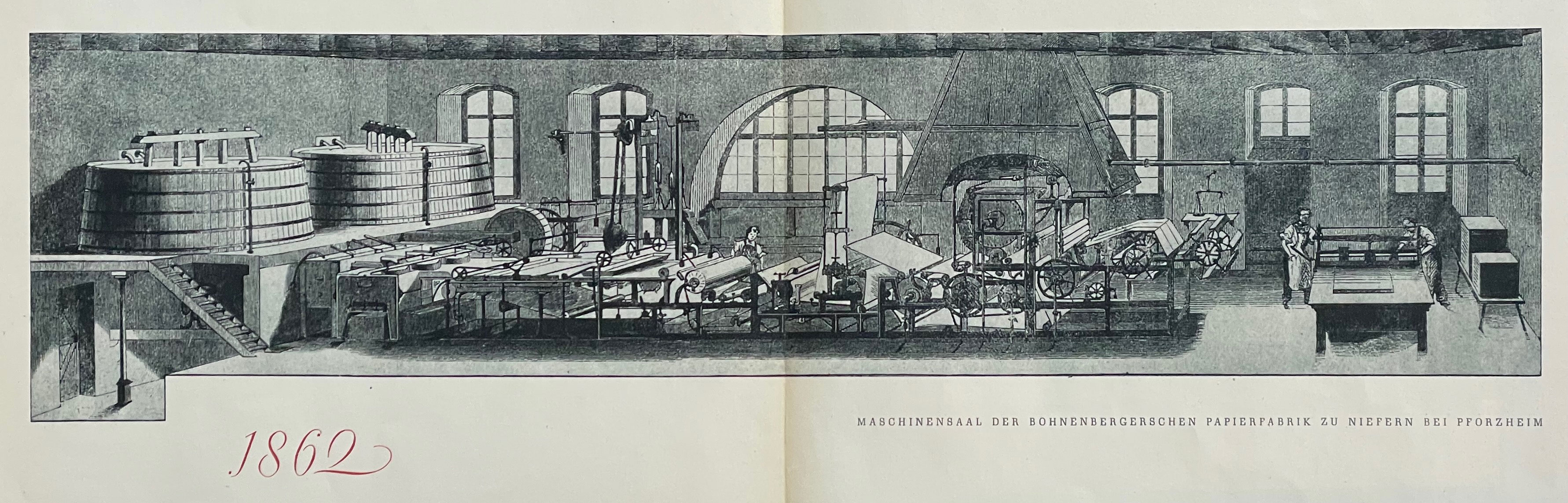
Maschinensaal der Papierfabrik Niefern 1862

Die Papierfabrik Niefern GmbH Bohnenberger & Cie. in Niefern-Öschelbronn gehörte zu den ältesten Unternehmen in Baden-Württemberg. Sie besteht seit dem 17. Jahrhundert und wurde am 31. März 2000 im Zuge eines Insolvenzverfahrens stillgelegt.

## Geschichte

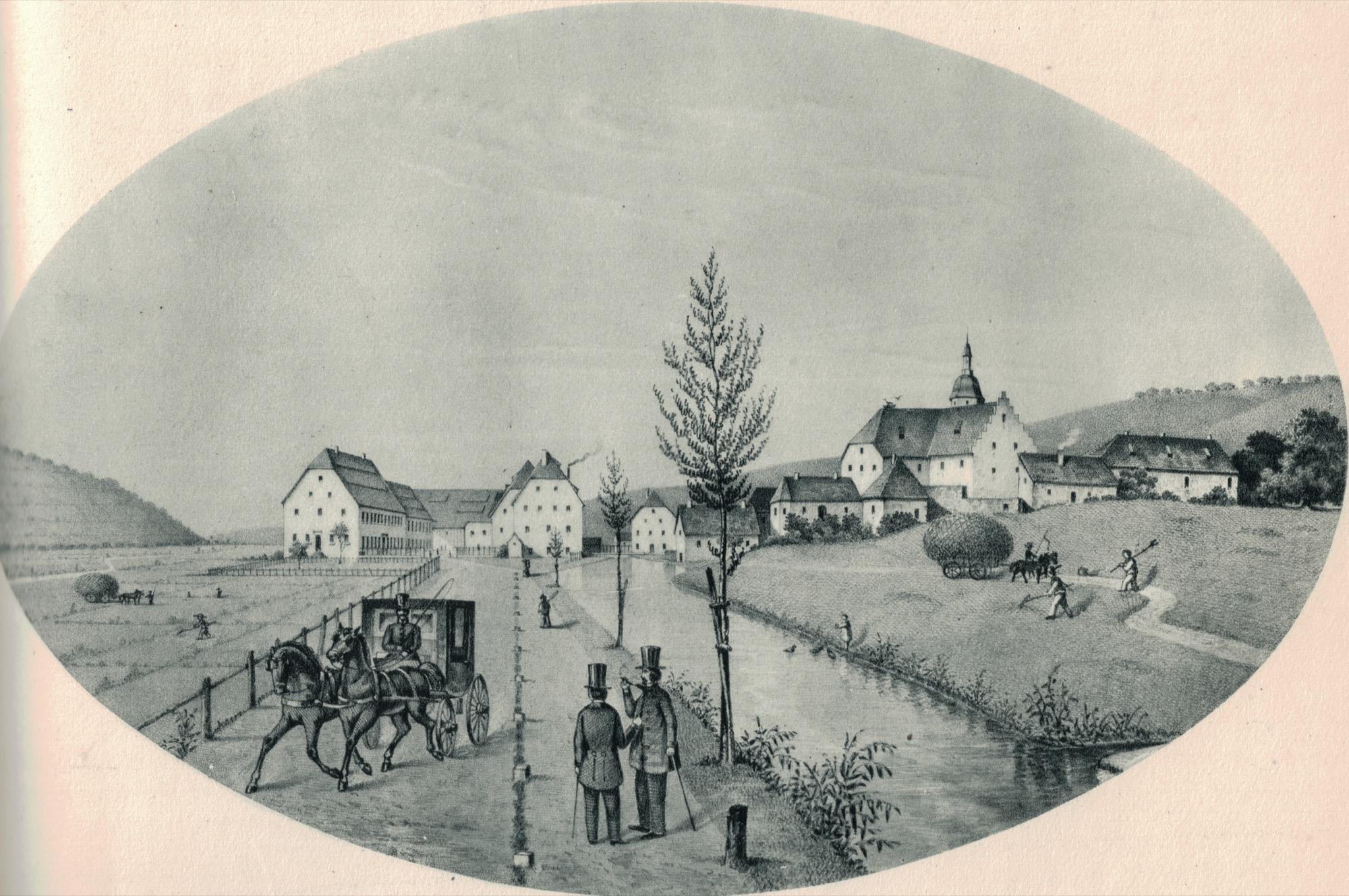
Niefern um 1800, links die Papierfabrik

### Anfänge
Die Papierfabrik Niefern wurde schon im Jahr 1699 als Papiermühle mit ihrem Betreiber Martin Böhringer aus Ettlingen urkundlich erwähnt. Sie befand sich damals im Eigentum des Markgrafen von Baden und wurde von dessen Burgvogt verwaltet. Dieser hatte seinen Sitz in der Niefernburg und damit in der unmittelbaren Nachbarschaft zur Papiermühle. Die Niefernburg war ein Schloss, zu dem nicht nur die Papiermühle, sondern auch eine Mahl- und Sägemühle gehörten. Die Wasserkraft der Enz ermöglichte den Betrieb der Mühlen. In der Regel verpachtete der Markgraf die Papiermühle. So sind die Wasserzeichen von zwei Papiermachern aus Niefern, nämlich Hans Jakob Hauser von 1692 und von Martin Böhringer von 1703 bekannt.
1775 veräußerte der Markgraf die Papiermühle an den Papiermacher Jakob Friedrich Hornbacher für 9.000 Gulden. 1813 erwarb Hornbacher vom Markgrafen auch die benachbarte Mahlmühle für 11.494 Gulden.

### Familie Bohnenberger

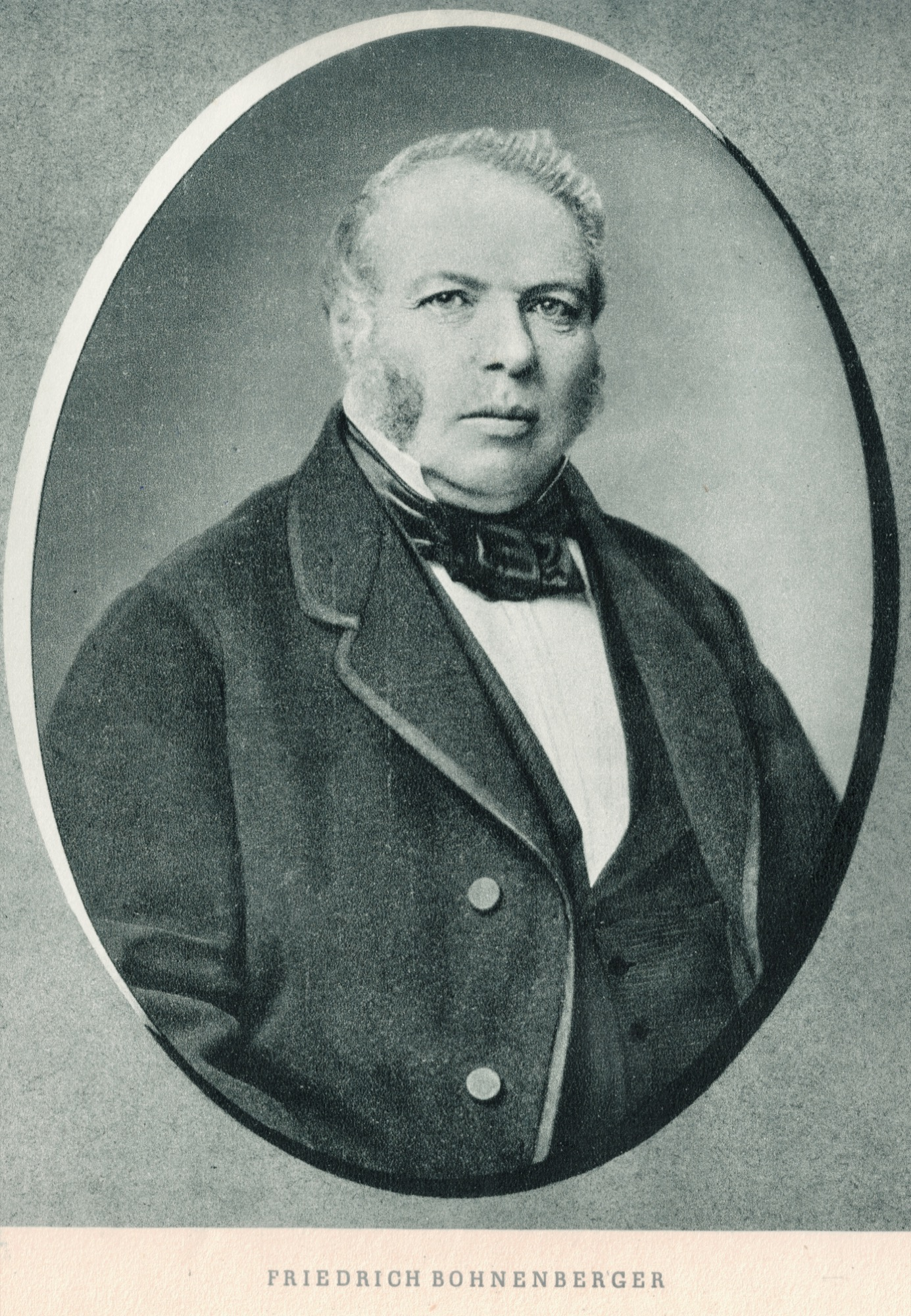
Papierfabrikant Friedrich Bohnenberger um 1839

Am 25. Juli 1820 verkaufte Hornbacher die Papiermühle für 22.000 Gulden an den Kaufmann Friedrich Bohnenberger. Das Datum 1820 gilt auch als Gründungsdatum für die Papierfabrik Niefern GmbH Bohnenberger & Cie., die bis zum Jahre 2000 in Familienbesitz blieb.
Friedrich Bohnenberger führte das Unternehmen ins Industriezeitalter. Die technischen Fortschritte bei der Papierherstellung in der ersten Hälfte des 19. Jahrhunderts waren groß. Unter anderem wurden Papierschüttelmaschinen, Langsiebmaschinen und Rundsiebmaschinen erfunden, die die Papierherstellung wesentlich beschleunigten und rationalisierten. Friedrich Bohnenberger studierte die neue Technik in England und erwarb im Jahre 1840 die erste, damals modernste Papiermaschine, die nach der richtungsweisenden Erfindung des Mechanikers Louis Robert erstellt wurde.
Nach dem Tod von Friedrich Bohnenberger am 9. Juni 1841 ging das Unternehmen auf seinen Sohn Theodor Bohnenberger über, der es wiederum bis zu seinem Tod am 28. Oktober 1864 führte. Ihm folgten sein Sohn Arthur Bohnenberger und seine Tochter.
Arthur Bohnenberger starb am 21. Juni 1893 und wurde von seinen Kindern Theodor, Berta, Louise und Clara beerbt. Die wirtschaftlich stärkste unter den Kindern, war Tochter Louise, verheiratet mit dem Kaufmann Theodor Heuß aus München. Theodor Heuß übernahm von seiner Frau und ihren Geschwistern 1905 alle Geschäftsanteile der Papierfabrik und wurde zunächst Alleininhaber. 1906, ein Jahr später, beteiligte er seinen Bruder Arthur Heuß.

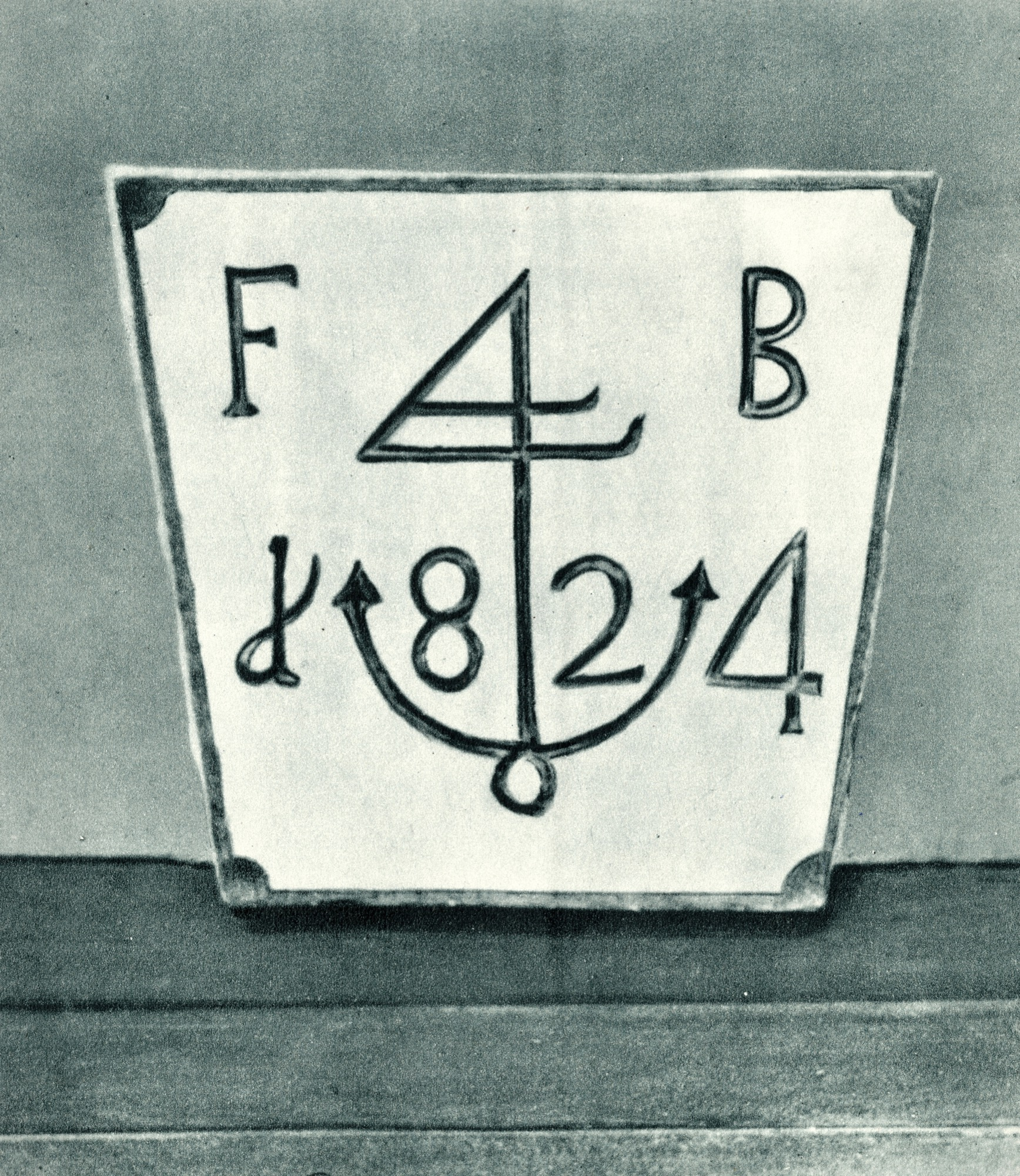
Papiermacherzeichen von Friedrich Bohnenberger 1839

Entscheidenden Anteil an der technischen Weiterentwicklung der Papierfabrik hatte nun Anton Kaubeck, der schon 1898 als technischer Leiter bestellt wurde. 1907 setzte er sich dafür ein, dass eine zweite Papiermaschine gekauft wurde. Das Unternehmen erwarb sich einen guten Ruf in der Herstellung von Kunstdruckpapieren.
Am 26. Januar 1914 wurde die Papierfabrik mit beiden Papiermaschinen durch einen Großbrand zerstört. Grund dafür war ein Kurzschluss. Die Fabrikanlage wurde unverzüglich wieder aufgebaut und eine neue Papiermaschine mit einer Siebbreite von 2,57 m und einer Länge von 68 m schon am 4. September 1914 in Betrieb genommen. Die Tagesleistung der Anlage konnte in den folgenden Jahren auf 25.000 kg gesteigert werden. Hergestellt wurden vor allem Feinpapiere aller Art.
Anton Kaubeck wurde 1923 als Geschäftsführer bestellt und erhielt für seine Verdienste Geschäftsanteile an der Papierfabrik.
Während des Zweiten Weltkriegs stellt das Unternehmen auf sogenannte Kraftpapiere um, eine Papiersorte mit der höchsten Festigkeit zur Herstellung von Packpapieren, Papiersäcken oder Einkaufstüten. Da die Rohstoffversorgung nicht mehr gesichert war, wurde der Betrieb Anfang 1944 gänzlich eingestellt und erst wieder nach Kriegsende am 17. Dezember 1945 aufgenommen. Der Geschäftsführer Arthur Heuß kündigte dies am 15. Dezember 1945 an und veröffentlichte eine Denkschrift zur Papierfabrik.

### Nachkriegszeit
An dem nach der Währungsreform 1948 einsetzenden Aufschwung der deutschen Wirtschaft nahm auch die Papierfabrik Niefern teil. 1953 wurde eine zweite Papiermaschine der Firma Voith in Betrieb genommen, 1961 ein neues Kraftwerk gebaut und 1978 eine mechanisch biologische Kläranlage in Betrieb genommen, ein früher Beitrag zum Umweltschutz. 1981 wurde vor allem in die Ausrüstung investiert. Angeschafft wurde ein großer Kalander, ein Sortier-Querschneider, eine Rollenpackmaschine und ein Rollenschneider. Hergestellt werden Qualitätspapiere vom Dünnpost-, Werkdruck-, Recyclingpapier bis zum satinierten Naturkarton von Klein- bis zum Großformat. Geliefert wurde auch Papier auf der Rolle mit einer Breite von 16–220 cm. Das Unternehmen erreichte einen Umsatz von über 30 Mio. DM und beschäftigte zeitweise bis zu 320 Mitarbeiter.

### Der Niedergang
Der Niedergang des Unternehmens begann Anfang der 1990er Jahre. Der Umsatz ging von 28,9 Mio. DM im Jahre 1990 auf 16,5 Mio. DM im Jahre 1992 zurück. Ursächlich für den Umsatzrückgang waren Qualitätsmängel bei der Papierherstellung. Während der Produktion entwickelte sich Staub, der sich auf dem hergestellten Papier niederschlug und dazu führte, dass Vorder- und Rückseiten des hergestellten Papiers nicht mehr identisch waren. Diese Qualitätsprobleme beruhten auf der Überalterung der beiden Papiermaschinen. Für Investitionen in den Maschinenpark fehlten den Gesellschaftern die finanziellen Mittel. Auch konnte die kleine Papierfabrik mit den großen Papierherstellern nicht mehr konkurrieren. Bereits 1998 kam das Unternehmen in Zahlungsschwierigkeiten, die dadurch abgewandt werden konnten, dass die Gemeinde Niefern-Öschelbronn im September 1999 den Kanal, der zur Enz führte, käuflich übernahm. Diese Finanzhilfe war von kurzer Dauer. Schon ein Jahr später trat die Zahlungsunfähigkeit ein.

### Das Insolvenzverfahren
Papierfabrik Niefern beantragte am 23. September 1999 beim Amtsgericht Pforzheim die Eröffnung eines Insolvenzverfahrens. Der Stuttgarter Rechtsanwalt Wolfgang Bilgery wurde als Insolvenzverwalter bestellt.
Er stellte fest, dass das Unternehmen nicht sanierungsfähig war. Der Maschinenpark war überaltert. Für Investitionen standen keine finanzielle Mittel zur Verfügung. Aus dem Gesellschafterkreis kam keine finanzielle Hilfe. Die Gesellschafter setzten sich aus den Nachkommen von Arthur Heuß mit den Götz, Gerhard, Dieter, Reiner und Michael Heuß, den Nachkommen von Theodor Heuß mit Götz, Robert, Hubert und Soraja Heuß sowie den Nachkommen von Anton Kaubeck, seinen Enkeln Eberhard Kaubeck und Helgard Ziegler zusammen.
Das Unternehmen beschäftigte inzwischen nur noch 79 Mitarbeiter, die im Dreischichtbetrieb arbeiteten. Eine Ausweitung des Betriebes auf bestehender Grundlage war nicht möglich. Auch die Verhandlungen von Bilgery mit Investoren aus der Papierindustrie blieben erfolglos.
Der Insolvenzverwalter legte die Papierfabrik zum 31. März 2000 still. Die beiden Papiermaschinen wurden Ende des Jahres 2000 an Unternehmen in Teheran im Iran für rund 500.000 € veräußert.
Das Betriebsanwesen in Niefern-Öschelbronn wurde zu einem Kaufpreis von 3.050.000 DM an die Gemeinde Niefern-Öschelbronn veräußert. Der Insolvenzverwalter war jedoch verpflichtet, den Abbruch der Gebäude gegen Kostenerstattung durchzuführen.
Das Insolvenzverfahren wurde 2003 beendet. Insolvenzforderungen in Höhe von 3,0 Mio. € erhielten eine Quote von 9 %.